# Dambreuk reservoir Ajka-aluminiumfabriek

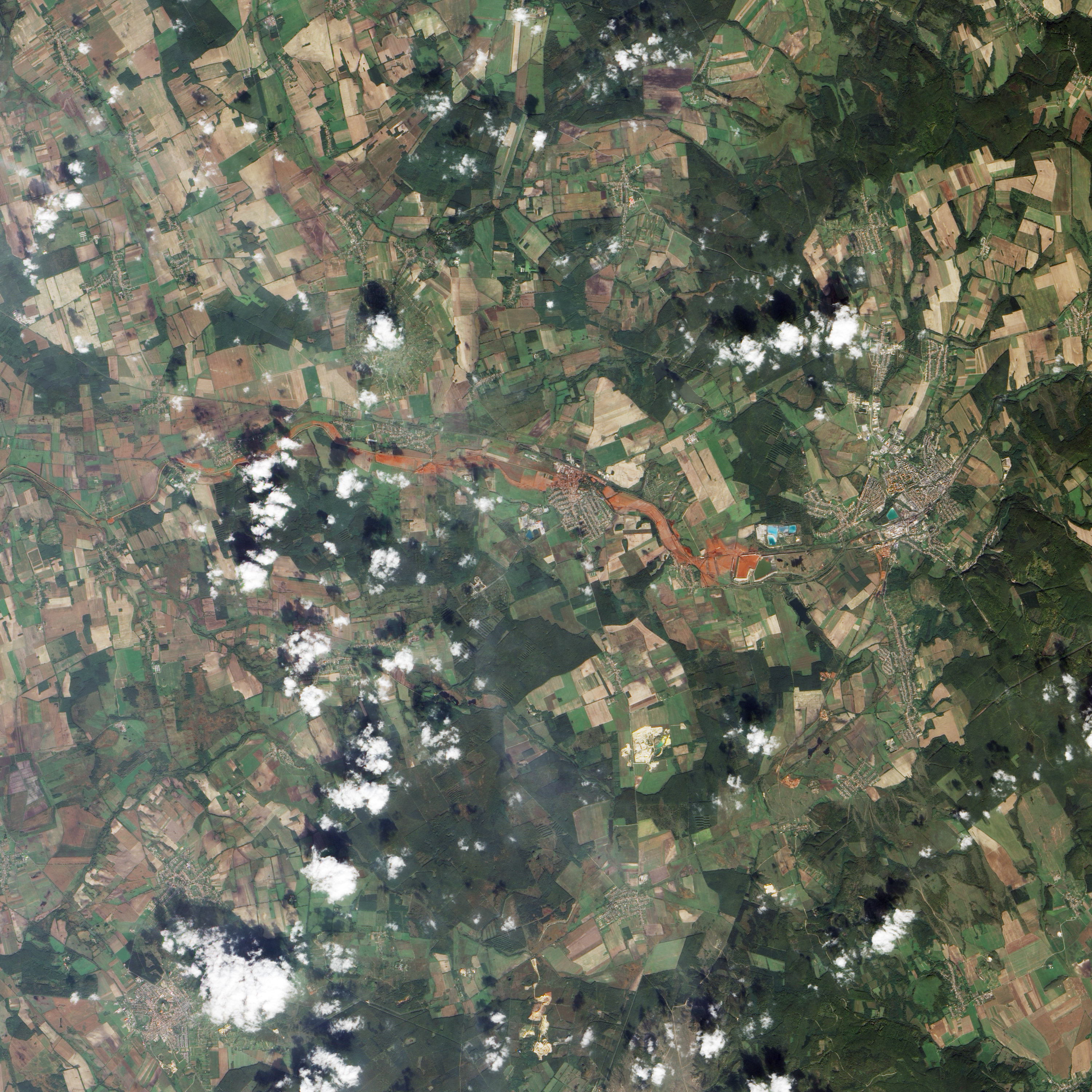
Satellietbeeld van de westwaarts stromende, oranje gekleurde giftige modder; de fabriek rechts

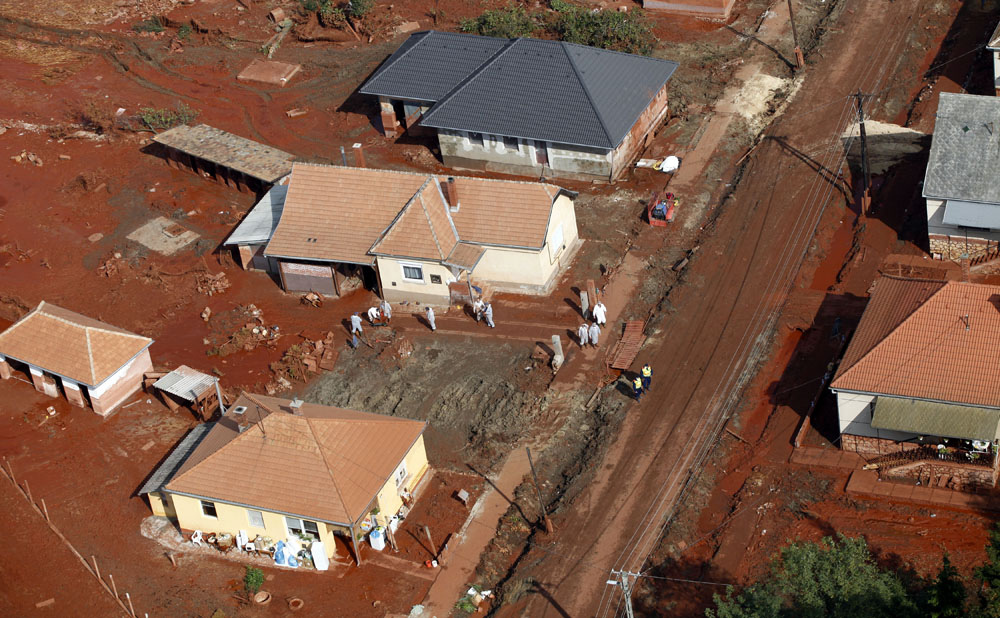
Rode modder

De dambreuk van een reservoir van de aluminafabriek van Ajka was een milieuramp in Hongarije die plaatsgreep in 2010.
Op 4 oktober 2010 brak de wand van een slibreservoir met rode modder bij de aluminafabriek van MAL in Ajka. Dit leidde tot een vloedgolf waarbij 1.000.000 kubieke meter slib wegspoelde. De giftige rode modder bevat zware metalen en zorgt voor een milieuramp. In de regio Veszprém raakte een groot gebied overstroomd en vooral de dorpen Kolontár en Devecser werden getroffen. Er vielen negen doden en ongeveer 123 gewonden.
Op 7 oktober bereikte de modder de rivier de Donau, maar de schade daar bleef beperkt.
In 2011 werd MAL veroordeeld tot het betalen van 135 miljard forint (500 miljoen euro) schadevergoeding.